# Pentium II
Pentium II é um microprocessador x86 fabricado pela Intel e introduzido no mercado em maio de 1997. Com o aumento da concorrência (Caracterizadas pela AMD, Cyrix e IDT, a Intel usa a arquitetura do Pentium Pro (Codinome "P6") também nos processadores desktops, assim criando um novo modelo.
A primeira mudança relativamente ao Pentium MMX (O antecessor, fruto da arquitetura P5) é o novo formato de cartucho, semelhante ao de videojogo, chamado de SECC. Dentro do invólucro de plástico há o composto de cerâmica (DIE) e o cache L2 distribuído em chips SRAM auxiliares.
Com a estrutura de um processador P6, o núcleo foi radicalmente modificado. O comprimento das pipelines executivas foi aumentado para 10 etapas, em contraste com as cinco presentes nas pipelines do Pentium MMX, o que permitiu o aumento da freqüência de operação. A unidade de ponto flutuante (FPU) também foi reformulada, garantindo assim um desempenho em aplicações gráficas e jogos bem melhor que em seu antecessor.
Com o cache L2 na placa-mãe, o clock de comunicação era a mesma do barramento da placa-mãe, ou seja, 66.8 MHz. A solução foi implementar o cache L2 no encapsulamento do processador, mas não no núcleo, já que em quantidades acima de 128KB (pouco cache para um top-de-linha da época) apresentava muitos erros de fabricação com a tecnologia da época. A solução foi colocar o cache L2 fora do composto de cerâmica e fazê-lo operar a metade do clock do núcleo. Portanto, se um Pentium II opera a 450 MHz, o cache L2 estará operando a aproximadamente 225 MHz.
O Pentium II usa um encaixe chamado Slot 1, próprio para ele (e Celerons derivados) e incompatível com o Socket 7, utilizado no Pentium clássico, no Pentium MMX, no IDT C6/ Winchip no AMD-K5/ K6 e no Cyrix 5/6x86. Foi inicialmente produzido com a técnica de 0.35 microns, apelidado de "Klamath" que durou até o Pentium II de 333 MHz. Essa arquitetura também se comunicava com a placa-mãe a 66.8 MHz.
A arquitetura seguinte, chamada "Deschutes", durou até a mudança para o Pentium III e foi utilizada desde os Pentium II de 350 MHz a 450 MHz. Essa arquitetura utilizava o processo construtivo de 0.25 microns e se comunicava com a placa-mãe a 100 MHz.
Uma curiosidade é que os primeiros Pentium III eram essencialmente Pentium II "Deschutes": arquitetura de 0.25 microns, FSB de 100 MHz (133 MHz nos modelos 500B, 533Mhz e 600B) e com 512KB de cache L2 rodando a metade da frequência externa do núcleo (com o mesmo Slot 1) e apelidados de "Malay". A única diferença era as instruções SSE (Ou KNI - Katmai New Instructions). O "verdadeiro" Pentium III veio depois, sob o codinome de "Coppermine".